# 350-я стрелковая дивизия
350-я стрелковая дивизия — формирование (соединение, стрелковая дивизия) РККА Вооружённых Сил Союза ССР, во время и после Великой Отечественной войны. Период боевых действий: с 9-го декабря 1941 по 11 мая 1945 года.

## История

### 1941 год
Дивизия формировалась с 20 августа по 15 сентября в городе Аткарск Саратовской области (Приволжском военном округе, ПриВО)) в составе 61-й резервной армии. Боевая подготовка проводилась по шестинедельной ускоренной программе. 26 ноября, после тактических учений, стрелковая дивизия начала погрузку воинскими эшелонами в воинские поезда для совершения марша на театр войны. На фронт формирование выступило 27 ноября. Совершив марш, 3 декабря соединение, выгрузилось на станции Александр Невский и в составе 61-й армии Юго-Западного фронта сосредоточилась в районе Зезюлино — Протасьево — Зыково в Рязанской области. 6 декабря дивизия вступила в бой в ходе контрнаступления против 2-й танковой армии немцев за Чернава и Урусово.
С 16 по 20 декабря дивизия вела бои за Сахаровку, Солодилово, Трудень с частями и соединениями 2 ТА Вооружённых сил Германии. За декабрь дивизия прошла 388 км и освободила 443 населённых пункта (н.п.). 22 декабря вышла на шоссе Тула — Орел. 24 декабря дивизия захватила н.п. Чернь, взяв трофеи: до 240 автомашин, 48 мотоциклов, 10 орудий, 10 танков. Далее наступление в направлении реки Ока. В районах Солодилово и Багриново были уничтожены два немецких штаба вводом в бой 1176-го стрелкового полка (1176 сп) и 1180-го стрелкового полка (1180 сп) противник был потеснён и понёс большие потери.
В боях с 26 по 30 декабря после освобождения Багриново противник подтянул резервы, контратаковал части дивизии, которые были вынуждены оставить плацдарм на реке Ока.

### 1942 год
В начале января 1942 года 61-я армия (61 А) перегруппировала свои силы, в том числе 350 сд Северо-Западнее города Белев и с 8 января начала наносить удар в Юго-Западном направлении с целью обхода Болховской группировки противника с запада.
Дивизия овладела Чернышино, Касьяново, Гринь, Озёрка, Сорокино, Ульяново и к 1 февраля вышла из лесного массива в 10 км Северо-Западнее Болхова, где была контратакована превосходящими силами противника.
13 января формирование в составе 61 А была передана в состав Западного фронта, где занимала позиции на рубеже Леоновский — Железница. К концу января дивизия вела бои за Васильевское, Вязовна, после чего перешла к обороне.
До 22 февраля части дивизии вели тяжёлые бои с переменным успехом. К концу февраля дивизия перешла к обороне на рубеже: Красногорье — Юго-Восточнее Ульяново.
В течение мая — июня дивизия вела оборонительные бои, совершенствовала оборону.
11 августа была начата немецкая наступательная операция «Вирбельвинд» («Смерч») против правого крыла 61-й армии (Западный фронт), где находилась и 350-я стрелковая дивизия. На следующий день немецкая 134-я пехотная дивизия прорвала оборону дивизии, выйдя к р. Черебеть. Одновременно 11-я танковая дивизия вела наступательные действия на дивизию с севера в районе Ульяново и Крапивка.
К 14 августа дивизия наряду с 387-й и остатками 346-й дивизий была окружена в районе Медынцево — Дудорово. 18 августа часть дивизии вышла из окружения в районе Колодези, соединившись с 61-й армией, однако два полка дивизии наряду с двумя полками 387-й стрелковой дивизии остались в окружении. К 19 августа оба полка практически были уничтожены, а остатки дивизии занимали оборону совместно с 322-й, а потом были выведены в район Ивановка, а затем Алешинка. Сформированные сводные отряды из остатков дивизии вели бой в полосе 40-го гвардейского стрелкового полка 11-й гвардейской стрелковой дивизии в районе сараев, 3 км севернее Восты.
27 августа дивизия была выведена с передовой в район 7 км Сев-Зап. г. Козельск.
16 сентября дивизия была выведена в резерв и направлена на отдых и пополнение в Тамбовскую область г. Моршанск, где находилась до 14 ноября.
19 ноября она была переброшена по железной дороге на ст. Хреновое, оттуда совершила 150 км марш в район Верхнего Мамона, заняв позиции на левом берегу Дона против каменного карьера и села Дерезовки.
13 — 15 декабря 1180 сп при поддержке 917-й артиллерийский полк (917 ап) вёл тяжёлые бои по захвату плацдарма на правом берегу р. Дон в районе Дерезовка.
16 декабря утром, после полуторачасовой артподготовки, дивизия прорвала оборону противника, овладела Дерезовкой и развила наступление в направлении Талы и далее на Кантемировку.
20 декабря 1180 сп с одним дивизионом 917 ап во взаимодействии с частями 7-го танкового корпуса, овладели г. Кантемировка.

### 1943 год
Продолжив наступление, 22 января соединение овладело населёнными пунктами Лозное (Буряков), Березовка, а также подошло к восточной окраине Лозно-Александровки, 23 января овладев Дорошковым, Большим и Малым Должиком, Синельниковым, Александрополем, Ново-Андреевкой, продолжило наступление в направлении станицы Солидарное.
С 31 января дивизия принимала участие в Ворошиловградской наступательной операции, разгромила крупную группировку врага в районе Купянска и освободила город 3 февраля. Уничтожив более 600 солдат и взяли в плен 450 солдат и офицеров противника. Захватили 15 танков, 28 орудий, 43 миномёта, 56 пулемётов, 1800 винтовок, 62 автомашины.
Дивизия продолжала с тяжёлыми боями наступление в направлении Змиёв, Мерефа.
В ходе контрнаступления немецких войск под Харьковом дивизия отражала контрудар врага, занимая совместно с другими соединениями рубеж в южных районах Харьковской области на широком 60-километровом фронте от Сахновщины до Крыштоповки, в 25 километрах южнее Лозовой.
С 27 февраля дивизия прикрывала отход частей 6-й армии за Северский Донец, заняв позиции фронтом на юг в полосе: Лиговка, в 15 километрах восточнее Сахновщины — Краснопавловка, в 25 километрах севернее Лозовой. Ночью 28 февраля, выполнив задачу, скрытно отступила и заняла оборону на рубеже Староверовка — Охочее, где вошла в состав 3-й танковой армии.
5 марта 1-я танковая дивизия СС «Лейбштандарте-СС Адольф Гитлер» нанесла удар в стык 350-й и 48-й гвардейской стрелковой дивизии в районе Староверовки, в результате чего была прорвана оборона.
С 1 по 20 марта дивизия вела тяжёлые оборонительные бои в районе ст. Мерефа, южнее г. Харьков. С тяжёлыми боями вышла из окружения и была сосредоточена в районе городов Старобельск, Шульгинск, где произвела доукомплектование и подготовилась к предстоящим боям по освобождению Донбасса.
С апреля по июль дивизия находилась в резерве фронта.
С 17 августа по 7 сентября дивизия вела тяжёлые наступательные бои в районе Голой Долины на Северном Донце и 9 сентября начала преследование отходящих сил противника в направлении городов Павлоград, Синельниково.
В ноябре была направлена на 1-й Украинский фронт, где участвовала в Житомирско-Бердичевской операции, в ходе которой участвовала 31 декабря в освобождении Житомира.

### 1944 год
Участвуя в Проскуровско-Черновицкой операции, 19 марта дивизия освободила Кременец.
С 13 июля дивизия участвовала в Львовско-Сандомирской операции, наступая на правом крыле фронта, севернее Львова, через Рава-Русская. 18 июля дивизия в районе города Кристинополь форсировала Западный Буг, к 4.00 утра 23 июля — реку Сан в район г. Лежайск. В ходе наступления формированием был освобождён г. Цешанув. Форсировав р. Сан дивизия 24 июля овладела г. Лежайск, а к 27 июля Соколув, Перембы, Вольске.
28 июля развивая стремительное наступление 1-го Украинского фронта и устремилась к реке Висла.
29 июля дивизия вышла к реке Висла и уже в 18 часов 30 минут передовые части дивизии переправились через Вислу, захватив небольшой плацдарм, который в дальнейшем стал знаменитым Сандомирским плацдармом. Таким образом, дивизия стала первой дивизией, принявшей участие в захвате, расширении и обороне Сандомирского плацдарма.
К исходу 30 июля, действуя совместно с мотострелковыми подразделениями танковых корпусов и частями 162-й стрелковой дивизии, плацдарм был расширен до 20 километров в ширину и до 8 километров в глубину.
Указом Президиума Верховного Совета СССР от 9 августа 1944 года за образцовое выполнение заданий командования в боях с немецкими захватчиками при прорыве обороны немцев на Львовском направлении, проявленные при этом доблесть и мужество награждена Орденом Красного Знамени.. 18 августа дивизия отличилась при освобождении Сандомира.
1 сентября частям дивизии, за мужество и героизм личного состава, были присвоены почётные наименования: 1176 сп — «Висленский», 1180 сп — «Сандомирский», 917 ап — «Сандомирский», 1178 сп награждён орденом Богдана Хмельницкого 2-й степени. Военнослужащие были награждены орденами и медалями, 18 человек были присвоены звания Героев Советского Союза. По 12 января дивизия вела оборонительные бои.

### 1945 год
«Висло-Одерская операция»
12 января в 4 ч. 50 минут. Вступили в бой передовые батальоны дивизии. В 10.00 началась артподготовка 13-й армии, в которой участвовала вся артиллерия дивизии. Дивизия входила в состав 24-го стрелкового корпуса (24 ск) и действовала во втором эшелоне. Части дивизии 12 января участвовали в разгроме противника в районе севернее Хмельника.
14 января в районе Халупка и к исходу 15 января с боями вышли в район Лукова.
16 января дивизия получила задачу совершить боевой марш по маршруту: Лукова — Кжентув — Гражице — Гожковице — Гожнидув — Каменск — Ленинско — Жлобница — Кельчиглов — Липник — Родошевице — Вершув.
В период с 15 по 21 января дивизия продолжила действовать во втором эшелоне, продвигаясь за передовыми частями армии и к исходу 21 января сосредоточилась в районе Кляско — Ольшовка — Верушув.
В течение 23 и 24 января во взаимодействии с частями 112 и 280 сд 27 ск вела бои за Шрейбердорф, Бадовиц, Гросс Вартерберг, Шлаупе, Шлаизе.
К 15.00 27 января части дивизии вышли в район юго-восточнее Блюхерталь (Сев.-Вост. Бреслау).
1180 сп по приказу командующего 13-й армии занял оборону в районе Обернич.
27 января 1176 сп с одним дивизионом 917 ап с хода форсировали реку Одер в районе Мальч и в течение пятидневных боёв, отбивала контратаки противника расширили плацдарм на 5 км.
3 февраля этот плацдарм был передан частям 280 сд.
В ночь на 4 февраля части дивизии совершили марш в район города Любен, на плацдарм западнее города Штайнау.
8 февраля в 9.30 после часовой артподготовки дивизия перешла в наступление, разгромила врага и овладела городом Любен. Форсировав реку Бобер дивизия за 12 суток прошла с боями 100 км заняла более 30 крупных населённых пунктов. Форсировав с хода реку Квейс к 25 февраля вышла в район Альбрехтдорф, Руппендорф в 8 км восточнее города Мускау на реке Нейсе.
В ночь на 27 февраля дивизия заняла оборону по северному берегу реки Нейсе в районе Биркфере, Лихтенберг, Ямниц, Паттаг. На этом рубеже дивизия вела оборонительные бои до 11 апреля.
11 апреля дивизия сдала оборону частям 2-й польской армии и к 14 апреля сосредоточилась в районе Мерудорф и Мюльбах.
16 апреля после 40-минутной артподготовки штурмовые батальоны 1176 и 1180 сп начали форсирование реки Нейсе менее чем за час, под ураганным огнём противника водный рубеж был преодолён и батальоны атаковали передний край обороны противника на западном берегу реки Нейсе. К исходу дня 16 апреля прорвав главную полосу обороны батальоны подошли ко второй полосе на рубеже Дебери — Дубруцке, где встретили упорное сопротивление противника, который переходил в контратаки при поддержки танков.
Сломив оборону противника дивизии к утру 18 апреля вышли к реке Шпрее и с ходу начали форсировать её.
23 апреля дивизия совместно с другими частями армии разгромила Шпрембергскую группировку противника и овладела Петерсхайн, после чего дивизия была переподчинена 10 гв.тк 4-й танковой армии.
На автотранспорте фронта дивизия была переброшена на южную окраину Берлина в район Тельтов-канал, Потсдам. Начались тяжёлые бои за Берлин.
Попытки форсировать с хода Тельтов-канал и реку Хавель успеха не имели. Подготовившись утром 25 апреля дивизия форсировала Тельтов-канал.
26 апреля вела бои за Целендорф, Дамм, Хаерштраке и к исходу дня, совместно с другими частями вышли к южному берегу р. Шпрее, где встретились с войсками 1-го Белорусского фронта. Берлин был окружён!
27 апреля части дивизии пытались форсировать р. Хавель и овладеть островом Ванзее. Первая попытка успеха не имела.
28 апреля части дивизии совместно с частями 10 тк, захватили плацдармы и один мост на остров Ванзее. Тяжёлые бои на острове продолжились до 2 мая и закончились полным разгромом 20 тысячной армии врага. Так закончились бои личного состава 350 сд за Берлин.
3 мая выступив из района Ванзее к исходу 5 мая сосредоточилась в районе Клицшен.
6 мая с утра дивизия начала наступление на Дебельн, Носен, Одеран.
Смяв и ликвидировав противника, части дивизии преодолев Рудные горы 7 мая вступили на территорию Чехословакии.
10 мая 1945 года заняли оборону на рубеже Мшец — Нове-Старашице — Пецинов в 30 км западнее г. Прага.
После освобождения города Прага: Бои продолжались до 15 мая с пробирающимися в сторону запада небольшими группами вермахта и РОА, в попытках сдаться союзникам СССР. Численность противника в группах не превышала 7 — 12 человек.
Расформирована в 1946 году в Прикарпатском военном округе.

## Полное наименование
Полное действительное наименование по окончании войны — 350-я стрелковая Житомирская Краснознамённая ордена Богдана Хмельницкого дивизия.

## Состав
- управление
- 776-й дивизионный вет. лазарет
- 641-я зенитная арт. рота
- 1176-й стрелковый полк
- 1178-й стрелковый полк
- 1180-й стрелковый полк
- 917-й артиллерийский полк
- 268-й отдельный истребительно-противотанковый дивизион
- 416-я отдельная разведывательная рота
- 474-й отдельный сапёрный батальон
- 805-й отдельный батальон связи
- 439-й отдельный медико-санитарный батальон
- 432-я отдельная рота химической защиты
- 469-я автотранспортная рота
- 305-я отдельная зенитная артиллерийская батарея
- 208-я полевая хлебопекарня
- 716-й дивизионный ветеринарный лазарет
- 285-я полевая почтовая станция
- ??-я полевая касса Государственного банка
- отдельная штрафная рота 12-й армии (во время подчинения армии)
- заградотряд
- отдельный учебный батальон

## В составе
| Дата            | Фронт (округ)             | Армия                 | Корпус (группа)         | Примечания                      |
| --------------- | ------------------------- | --------------------- | ----------------------- | ------------------------------- |
| 01.09.1941 года | Приволжский военный округ | —                     | —                       | —                               |
| 01.10.1941 года | Приволжский военный округ | —                     | —                       | —                               |
| 01.11.1941 года | Приволжский военный округ | —                     | —                       | —                               |
| 01.12.1941 года | Резерв Ставки ВГК         | 61-я армия            | —                       | —                               |
| 01.01.1942 года | Брянский фронт            | 61-я армия            | —                       | —                               |
| 01.02.1942 года | Западный фронт            | 61-я армия            | —                       | —                               |
| 01.03.1942 года | Западный фронт            | 61-я армия            | —                       | —                               |
| 01.04.1942 года | Западный фронт            | 61-я армия            | —                       | —                               |
| 01.05.1942 года | Брянский фронт            | 61-я армия            | —                       | —                               |
| 01.06.1942 года | Брянский фронт            | 61-я армия            | —                       | —                               |
| 01.07.1942 года | Западный фронт            | 61-я армия            | —                       | —                               |
| 01.08.1942 года | Западный фронт            | 61-я армия            | —                       | —                               |
| 01.09.1942 года | Западный фронт            | —                     | —                       | —                               |
| 01.10.1942 года | Резерв Ставки ВГК         | 1-я резервная армия   | —                       | —                               |
| 01.11.1942 года | Приволжский военный округ | —                     | —                       | —                               |
| 01.12.1942 года | Воронежский фронт         | 6-я армия             | 15-й стрелковый корпус  | —                               |
| 01.01.1943 года | Юго-Западный фронт        | 6-я армия             | 15-й стрелковый корпус  | —                               |
| 01.02.1943 года | Юго-Западный фронт        | 6-я армия             | 15-й стрелковый корпус  | —                               |
| 01.03.1943 года | Юго-Западный фронт        | —                     | —                       | в составе 3-й танковой армии    |
| 01.04.1943 года | Юго-Западный фронт        | —                     | —                       | фронтовое подчинение            |
| 01.05.1943 года | Юго-Западный фронт        | 12-я армия            | —                       | —                               |
| 01.06.1943 года | Юго-Западный фронт        | 12-я армия            | —                       | —                               |
| 01.07.1943 года | Юго-Западный фронт        | 12-я армия            | —                       | —                               |
| 01.08.1943 года | Юго-Западный фронт        | 12-я армия            | 66-й стрелковый корпус  | —                               |
| 01.09.1943 года | Юго-Западный фронт        | 12-я армия            | 67-й стрелковый корпус  | —                               |
| 01.10.1943 года | Резерв Ставки ВГК         | —                     | —                       | —                               |
| 01.11.1943 года | Резерв Ставки ВГК         | 58-я армия            | 94-й стрелковый корпус  | —                               |
| 01.12.1943 года | 1-й Украинский фронт      | 1-я гвардейская армия | 94-й стрелковый корпус  | —                               |
| 01.01.1944 года | 1-й Украинский фронт      | 1-я гвардейская армия | 94-й стрелковый корпус  | —                               |
| 01.02.1944 года | 1-й Украинский фронт      | —                     | —                       | —                               |
| 01.03.1944 года | 1-й Украинский фронт      | —                     | 102-й стрелковый корпус | —                               |
| 01.04.1944 года | 1-й Украинский фронт      | 13-я армия            | 24-й стрелковый корпус  | —                               |
| 01.05.1944 года | 1-й Украинский фронт      | 13-я армия            | 24-й стрелковый корпус  | —                               |
| 01.06.1944 года | 1-й Украинский фронт      | 13-я армия            | 24-й стрелковый корпус  | —                               |
| 01.07.1944 года | 1-й Украинский фронт      | 13-я армия            | 24-й стрелковый корпус  | —                               |
| 01.08.1944 года | 1-й Украинский фронт      | 13-я армия            | 24-й стрелковый корпус  | —                               |
| 01.09.1944 года | 1-й Украинский фронт      | 13-я армия            | 24-й стрелковый корпус  | —                               |
| 01.10.1944 года | 1-й Украинский фронт      | 13-я армия            | 24-й стрелковый корпус  | —                               |
| 01.11.1944 года | 1-й Украинский фронт      | 13-я армия            | 24-й стрелковый корпус  | —                               |
| 01.12.1944 года | 1-й Украинский фронт      | 13-я армия            | 74-й стрелковый корпус  | —                               |
| 01.01.1945 года | 1-й Украинский фронт      | 13-я армия            | 24-й стрелковый корпус  | —                               |
| 01.02.1945 года | 1-й Украинский фронт      | 13-я армия            | 24-й стрелковый корпус  | —                               |
| 01.03.1945 года | 1-й Украинский фронт      | 13-я армия            | 24-й стрелковый корпус  | —                               |
| 01.04.1945 года | 1-й Украинский фронт      | 13-я армия            | 24-й стрелковый корпус  | с 23.04.1945 4-я танковая армия |
| 01.05.1945 года | 1-й Украинский фронт      | —                     | —                       | —                               |

## Командиры
- Авдеенко, Пётр Петрович (01.09.1941 — 20.03.1942), полковник;
- Глухов, Михаил Иванович (21.03.1942 — 02.04.1942), генерал-майор;
- Гриценко, Александр Павлович (03.04.1942 — 06.03.1943), полковник, генерал-майор;
- Зверев, Григорий Александрович (07.03.1943 — 12.04.1943), полковник;
- Гриценко, Александр Павлович (13.04.1943 — 19.08.1943), генерал-майор;
- Корусевич, Алексей Николаевич (20.08.1943 — 03.09.1943), полковник;
- Вехин, Григорий Иванович (04.09.1943 — май 1946), генерал-майор[3].

## Награды и наименования
| Награда (наименование)                | Дата награждения     | Кем и за что награждена |
| ------------------------------------- | -------------------- | --- |
| Почетное наименование «Житомирская»   | 1 января 1944 года   | Приказ Верховного Главнокомандующего — в ознаменование одержанной победы и отличие в боях за освобождение города Житомир.                                                                                            |
| Орден Богдана Хмельницкого II степени | 23 марта 1944 года   | Указ Президиума Верховного Совета СССР — за образцовое выполнение заданий командования в боях за освобождение города Кременца и проявленные при этом доблесть и мужество                                             |
| Орден Красного Знамени                | 9 августа 1944 года  | Указ Президиума Верховного Совета СССР — за образцовое выполнение заданий командования в боях с немецкими захватчиками при прорыве обороны немцев на Львовском направлении, проявленные при этом доблесть и мужество |
| Почетное наименование «Сандомирская»  | 1 сентября 1944 года | награждена приказом Верховного Главнокомандующего № 0295 от 1 сентября 1944 года за отличие в боях при взятии города Сандомира.                                                                                      |

Награды частей дивизии:
- 1176-й стрелковый Висленский[6] ордена Красной Звезды[7] полк
- 1178-й стрелковый орденов Богдана Хмельницкого (II степени)[8] и Александра Невского полк
- 1180-й стрелковый Сандомирский[6] ордена Красной Звезды[7] полк
- 917-й артиллерийский Сандомирский[6] ордена Красной Звезды[7] полк
- 268-й отдельный истребительно-противотанковый ордена Красной Звезды[9] дивизион

Личный состав 350-й стрелковой дивизии получил пять благодарностей в приказах Верховного Главнокомандующего:
- За овладение областным центром Украины городом и железнодорожным узлом Житомир. 1 января 1944 года. № 53.
- За овладение штурмом городом Сандомир — важным опорным пунктом обороны немцев на левом берегу Вислы. 18 августа 1944 года. № 167.
- За овладение городами Лигниц, Штейнау, Любен, Гайнау, Ноймаркт и Кант — важными узлами коммуникаций и мощными опорными пунктами обороны немцев на западном берегу Одера. 11 февраля 1945 года. № 273.
- За овладение городами немецкой Силезии Нейштедтель, Нейзальц, Фрейштадт, Шпроттау, Гольдберг, Яуэр, Штригау — крупными узлами коммуникаций и сильными опорными пунктами обороны немцев. 14 февраля 1945 года. № 278.
- За полное овладение столицей Германии городом Берлин — центром немецкого империализма и очагом немецкой агрессии. 2 мая 1945 года. № 359.

## Отличившиеся воины дивизии
| Награда               | Ф. И. О.                         | Должность                                                    | Звание            | Дата награждения                 | Примечания |
| --------------------- | -------------------------------- | ------------------------------------------------------------ | ----------------- | -------------------------------- | --- |
|                       | Абрамян, Вараздат Карапетович    | Командир орудийного расчёта 917-го артиллерийского полка     | старший сержант   | 25.01.1944 14.09.1944            | в составе дивизии 3 и 2 степени ордена |
|                       | Авдошкин, Семён Егорович         | Командир пулемётной роты 1178-го стрелкового полка           | старший лейтенант | 23.09.1944                       | |
|                       | Антонюк, Степан Васильевич       | Командир батареи 917-го артиллерийского полка                | старший лейтенант | 10.04.1945                       | |
|                       | Багиров, Рубен Христофорович     | Командир взвода 1176-го стрелкового полка                    | лейтенант         | 23.09.1944                       | |
|                       | Барбасов, Феоктист Александрович | Командир 1178-го стрелкового полка                           | подполковник      | 23.09.1944                       | |
|                       | Бурлака, Исак Ефимович           | наводчик пулемёта 1176-го стрелкового полка                  | рядовой           | 23.09.1944                       | Погиб в бою 13 декабря 1944 года. |
|                       | Быков, Борис Иванович            | Командир отделения миномётной роты 1176-го стрелкового полка | сержант           | 23.09.1944                       | Почётный гражданин города Белая Калитва |
|                       | Вехин, Григорий Иванович         | Командир дивизии                                             | генерал-майор     | 29.05.1945                       | |
|                       | Журавлёв, Пётр Алексеевич        | Командир взвода 1180-го стрелкового полка                    | младший лейтенант | 23.09.1944                       | |
|                       | Канищев, Дмитрий Иванович        | Командир отделения 1176-го стрелкового полка                 | старший сержант   | 10.04.1945                       | Звание присвоено посмертно. Навечно зачислен в списки личного состава части. |
|                       | Корышев, Пётр Михайлович         | Командир 1-го батальона 1176-го стрелкового полка            | капитан           | 23.09.1944                       | |
|                       | Михляев, Степан Андреевич        | Командир дивизиона 917-го артиллерийского полка              | майор             | 23.09.1944                       | |
|                       | Прокатов, Василий Николаевич     | Командир отделения 1180-го стрелкового полка                 | сержант           | 31.03.1943                       | награждён посмертно закрыл телом амбразуру пулемёта Подвиг: 12 декабря 1942 года |
|                       | Рахмонов, Рахим                  | Заряжающий 82-мм миномёта 1178-го стрелкового полка          | рядовой           | 28.02.1945 17.05.1945 26.05.1945 | все три раза награждён орденом 3 степени перенаграждён 2 и 1 степенью 22.04.1969 |
|                       | Ромас, Прокофий Митрофанович     | Командир дивизиона 917-го артиллерийского полка              | капитан           | 23.09.1944                       | |
|                       | Скопенко, Василий Фёдорович      | Командир 1180-го стрелкового полка                           | подполковник      | 23.09.1944                       | Погиб в бою 27 января 1945 года. |
|                       | Соболев, Виталий Максимович      | Разведчик 416-й отдельной разведроты                         | сержант           | 23.09.1944                       | |
|                       | Соннов, Филипп Михайлович        | Командир пулемётного взвода 1180-го стрелкового полка        | лейтенант         | 23.09.1944                       | |
|                       | Федотов, Алексей Сергеевич       | Командир роты 1176-го стрелкового полка                      | старший лейтенант | 23.09.1944                       | Умер от ран 17 апреля 1945 года. |
|                       | Хоменко, Сергей Дмитриевич       | командир отделения 1176-го стрелкового полка                 | сержант           | 23.09.1944                       | |
|                       | Чистяков, Василий Михайлович     | Командир взвода 1176-го стрелкового полка                    | младший лейтенант | 23.09.1944                       | Умер от ран 8 августа 1944 года. |
|                       | Шпагин, Василий Никифорович      | Командир орудия 917-го артиллерийского полка                 | сержант           | 23.09.1944                       | |
|                       | Якушев, Анатолий Иванович        | Командир батальона 1178-го стрелкового полка                 | майор             | 23.09.1944                       | |
|                       | Ястребцов, Виктор Иванович       | Помощник командира взвода 1178-го стрелкового полка          | младший сержант   | 23.09.1944                       | награждён посмертно закрыл телом амбразуру пулемёта |
|                       | Рябошкапов Дмитрий Петрович      | Старшина транспортной роты                                   | сержант           | 12.10.1943                       | Награжден за отличное управление обозом во время боевых действий полка от Донца до Днепра с 17.08 по 24.09.43г., принял личное участие в подвозе боеприпасов и продовольствия для полка на передовую. |
| Орден Славы 3 степени | Щербаков, Тимофей Леонтиевич     | Стрелок 350-го стрелкогово полка                             | рядовой           | 5-13 Апреля 1945                 | При взятие города Вена поджёг здание в котором были Немцы сбегавших 18 солдат 1 офицера пристрелил из автомата                                                                                        |